# Wahlenbergia papuana
Wahlenbergia papuana là loài thực vật có hoa trong họ Hoa chuông. Loài này được P.Royen miêu tả khoa học đầu tiên năm 1978.